# Наполовину людина
«Наполовину людина» (англ. Halfway Human) — науково-фантастичний роман американської письменниці Керолін Івс Гілман, виданий 1998 року. Номінант премії Джеймса Тіптрі-молодшого 1998 року, а також срібний призер у номінації найкращий дебютний роман премії «Локус» за версією читачів.

## Сюжет
Роман розповідає про життя Тедла, асексуальної істоти, яка є наслідком еволюційного відродження людства. Воно — ні чоловік, ні жінка, й називає себе «чужим». На своїй рідній планеті бланди зберігаються в класах, знаходяться поряд з рабами, вважаються нелюдьми й менш значущимими, ніж чоловіки або жінки. Бленди зазнають психічного, фізичного та сексуального насильства своїми людськими господарями, зазвичай їх називають опікунами.
Тедла знайдений соціальним працівником на ім'я Вал Ендрада на планеті Капелла на відстані свтлового року від своєї домашньої планети Гаммадіс відразу після спроби покінчити життя самогубством. Перебування блендапоза межами його рідної планети викликає політичне протистояння між силами обох планет.

## Відгуки
Роман, переважно, отримав високу оцінку критиків на момент публікації, й відтоді його називають «новаторським». Співавторка Ліза Дюмон переглянула книгу в 1998 році й припустила, що вона, вочевидь, буде включена до шорт-листа тогорічних премій Г'юго та Небула.

## Головні теми

### Гендерність та сексуальність
Патрісія Віллер порівнює погляди Гілман щодо статі та сексуальності, і в першу черу її спробу створити героя, який не проявляє ні чоловічих, ні жіночих особливостей, з «Лівою рукою темряви» Урсули Ле Гуїн. Віллер згадує, що багато хто критикував Ле Гуїн за те, що в підсумку вона не зуміла створити персонажів, які не виявляли гендерних рис, й припускає, що ця невдача могла бути очевидною й у «Наполовину людині», залежно від того, як читач вирішить уявити Тедла. Патрісія задає питання: «Чи можна бачити його [Тедла] як повністю без гендерних ознак?» Зауваження Віллер щодо використання Гілманом супозиції Капелланського та Гаммадянського товариств у своєму романі є своєрідним шляхом пізнання, як наше суспільство розглядає питання статі.